# Seppo Räty
Seppo Räty (Finlandia, 27 de abril de 1962) es un atleta finlandés, especializado en la prueba de lanzamiento de jabalina en la que llegó a ser campeón mundial en 1987.

## Carrera deportiva
En el Mundial de Roma 1987 ganó la medalla de oro en lanzamiento de jabalina, llegando hasta los 83.54 metros que fue récord de los campeonatos, por delante del soviético Viktor Yevsyukov y del checoslovaco Jan Zelezny.
Y en los JJ. OO. de Barcelona 1992 ganó la plata, tras el checo Jan Zelezny (oro).